# كورنيليوس لوكاس
كورنيليوس لوكاس (بالإنجليزية: Cornelius Lucas) هو لاعب كرة قدم أمريكية أمريكي، ولد في 18 يوليو 1991 في نيو أورلينز في الولايات المتحدة.

## وصلات خارجية
- كورنيليوس لوكاس على موقع مرجع كرة القدم المحترفة.كوم (الإنجليزية)